# 孟加拉式平房

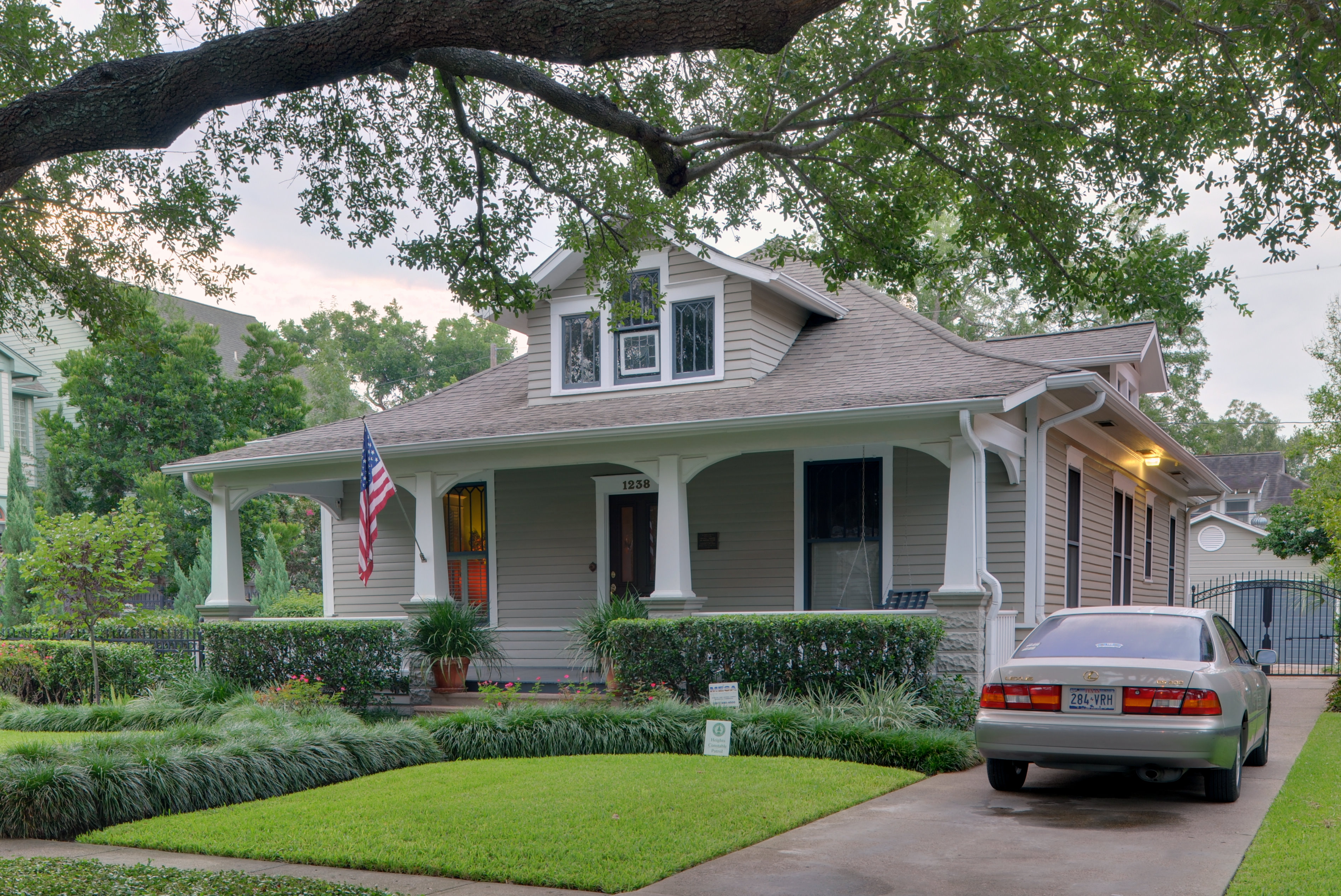
美国休斯敦的一间孟加拉式平房

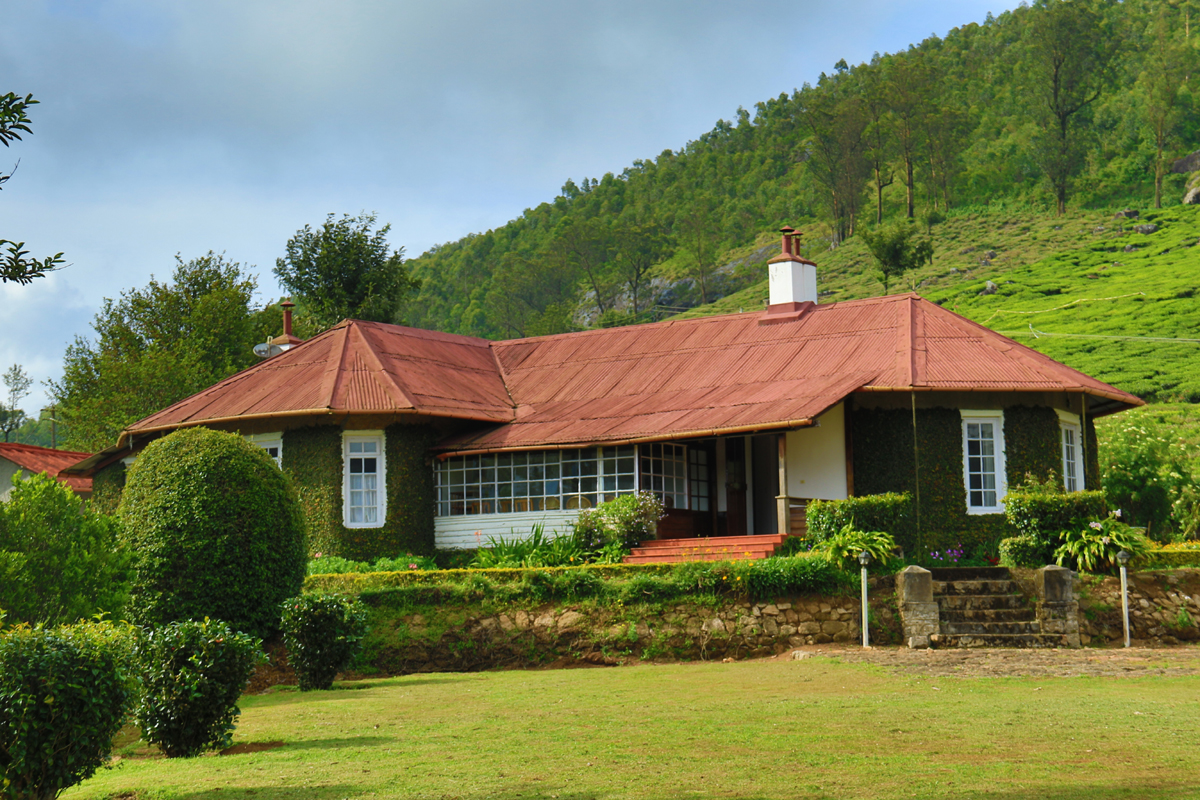
马纳莱茶屋，印度喀拉拉邦最古老的孟加拉式平房之一

孟加拉式平房（英語：Bungalow）是一种单层（有时有一个较小的顶层）的低坡屋顶房屋，周围或有宽阔的外廊。“Bungalow”一词源自印地语“बंगला”（baṅglā），意为“孟加拉风格的（房屋）”。
英国第一座被归类为孟加拉式平房的房屋建于1869年。在美国，孟加拉式平房最初被用作度假屋，在1900年-1918年间最受欢迎，尤其是在工艺美术运动时期。